# Club Baloncesto Valladolid
Il Club Baloncesto Valladolid è una squadra di pallacanestro di Valladolid. Gioca nella Liga ACB, la massima divisione del campionato spagnolo.
Fondata il 31 agosto 1976, è stata una delle società fondatrici della Liga ACB, nel 1983. Numerosi giocatori di rilievo internazionale vi hanno militato, tra cui Arvydas Sabonis, Oscar Schmidt, John Williams ed Ed O'Bannon.
Attualmente il club è sponsorizzato dal Blancos de Rueda.

## Storia
Fondato nel 1976 come Club Baloncesto Valladolid per poi cambiare più volte denominazione, prima in Impala Tours nel 1978, poi Editorial Miñón dal 1979 al 1982. Nel 1983 prende il nome di Fórum Filatélico Financiero, che manterrà fino al 1992, dove passa a chiamarsi Grupo Libro. Dal 1993, invece si chiama Fórum Valladolid e porta questo nome fino all'estate del 2006, quando cambia ancora una volta denominazione in Grupo Capitol Valladolid. Nell'anno dell'unica retrocessione nella seconda divisione della squadra (2007) l'azienda Grupo Capitol abbandona la squadra lasciandola senza sponsor, anche se, nonostante tutto la squadra riesce ad ottenere un rapido ritorno nel massimo campionato.
Tradizionalmente viene considerata una squadra di medio-bassa classifica che, grazie ad una eccellente politica degli ingaggi, è riuscita a portare tra le proprie file giocatori di spessore internazionale.
La mascotte ufficiale della squadra è il gorilla Tripitongo, che intrattiene gli spettatori nelle gare casalinghe con un nutrito gruppo di cheerleader.

## Sponsor
Il C.B. Valladolid ha avuto varie denominazioni nel corso della sua storia. Attraverso gli anni sono state:
| - Impala Tours (1978–1979) - Miñón Valladolid (1979–1983) - Forum Valladolid (1983–1992, 1993–2006) - Grupo Libro Valladolid (1992–1993) - Grupo Capitol Valladolid (2006–2008) - Blancos de Rueda Valladolid (2009–oggi) |

## Palazzetti

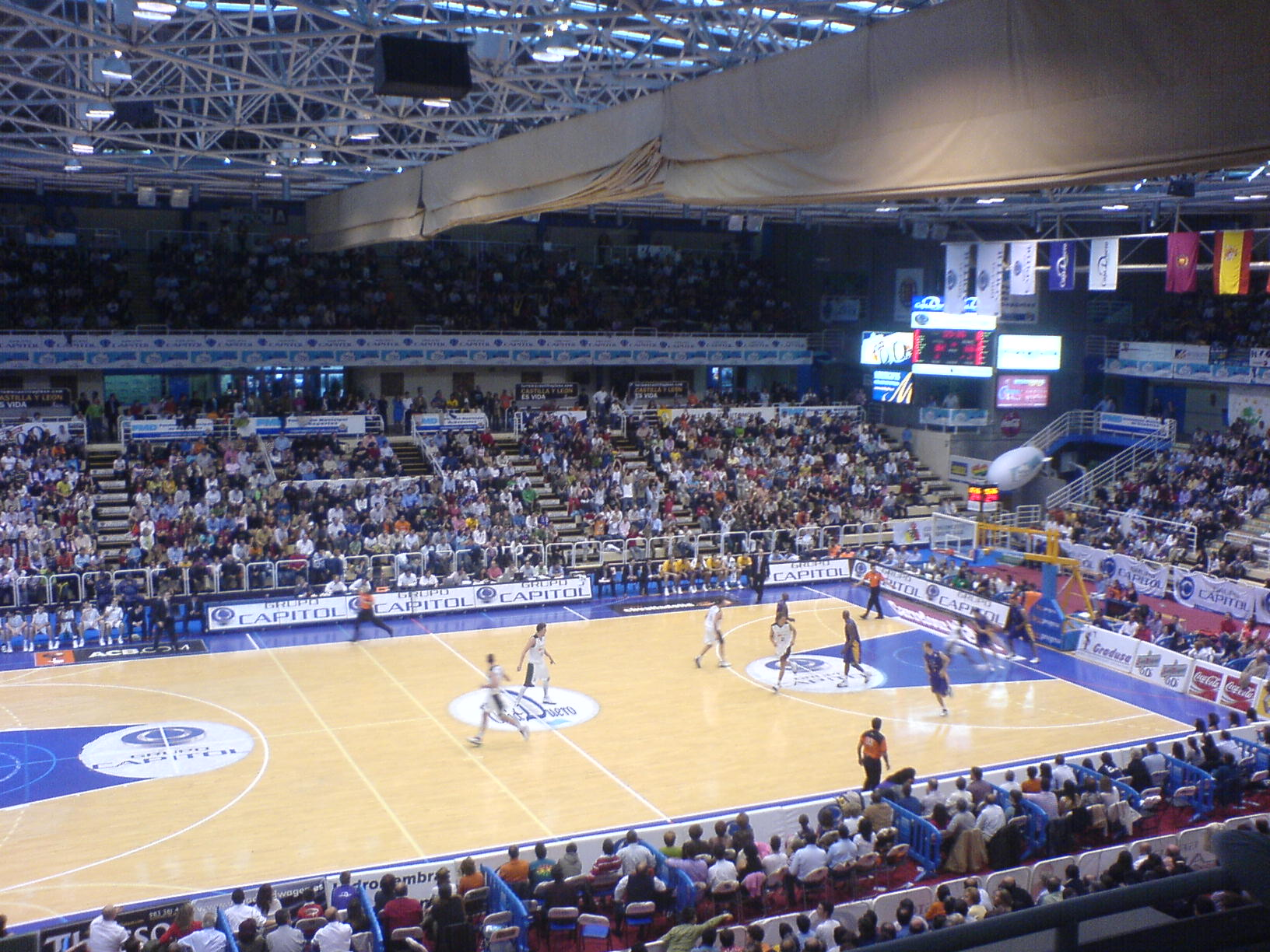
Polideportivo Pisuerga

- Polideportivo Huerta del Rey (1976–1985)
- Polideportivo Pisuerga (1985–oggi)

## Roster 2012-13
aggiornata al 25 settembre 2012
|    | Naz.                            | Ruolo | Sportivo          | Anno | Alt. | Peso |  |
| -- | ------------------------------- | ----- | ----------------- | ---- | ---- | ---- |  |
| 4  | Spagna (bandiera)               | G     | Jordi Grimau      | 1983 | 195  | 87   |  |
| 8  | Serbia (bandiera)               | G     | Uroš Tripković    | 1986 | 197  | 84   |  |
| 10 | Spagna (bandiera)               | P     | Antonio Izquierdo | 1993 | 188  | 80   |  |
| 11 | Spagna (bandiera)               | AG    | Nacho Martín      | 1983 | 205  | 101  |  |
| 12 | Stati Uniti (bandiera)          | P     | Alex Renfroe      | 1986 | 191  | 80   |  |
| 13 | Irlanda (bandiera)              | AC    | Ian O'Leary       | 1986 | 201  | 102  |  |
| 15 | Spagna (bandiera)               | AG    | David Navarro     | 1983 | 191  | 82   |  |
| 19 | Lituania (bandiera)             | G     | Vytenis Čižauskas | 1992 | 189  | 88   |  |
| 21 | Bosnia ed Erzegovina (bandiera) | C     | Nedžad Sinanović  | 1983 | 221  | 110  |  |
| 24 | Ghana (bandiera)                | G     | Alhaji Mohammed   | 1981 | 192  | 87   |  |
| 51 | Spagna (bandiera)               | AC    | Edu Ruíz          | 1983 | 205  | 105  |  |

## Cestisti
- Wayne Tinkle 1993-1994
- Amanze Egekeze 2024-

## Palmarès
- Liga LEB Oro: 1

2008-2009

### Premi individuali
Campione gara delle schiacciate della Liga ACB
- Gaylon Nickerson – 1999

Campione gara tiri da 3 punti della Liga ACB
- Oscar Schmidt – 1994